# اوکراین و سلاح‌های هسته‌ای
تا سال ۱۹۹۱، اوکراین بخشی از اتحاد جماهیر شوروی بود و سلاح‌های هسته‌ای شوروی را در قلمرو خود داشت.
در ۱ دسامبر سال ۱۹۹۱، اوکراین که دومین جمهوری قدرتمند اتحاد جماهیر شوروی بود با اکثریت قاطع رای به استقلال داد که این کار، تنها شانس باقی‌مانده برای حفظ اتحاد جماهیر شوروی-حتی در مقیاسی محدود- را ازبین برد. بیش از ۹۰ درصد رای‌دهندگان حمایت خود را از اعلام استقلال اوکراین ابراز و رئیس پارلمان، لئونید کراوچوک را به عنوان اولین رئیس‌جمهور کشور انتخاب کردند. رهبران بلاروس، روسیه و اوکراین در نشست‌هایی که در برست (۸ دسامبر) و در آلما آتا (۲۱ دسامبر) برگزار شد، رسماً اتحاد جماهیر شوروی را منحل کردند و کشورهای مشترک المنافع را تشکیل دادند.
پس از انحلال اتحاد جماهیر شوروی، اوکراین حدود یک سوم زرادخانه هسته‌ای شوروی (که در آن زمان سومین زرادخانه بزرگ جهان به‌شمار می‌آمد) و همچنین ابزارهای قابل توجهی برای طراحی و تولید آن را در اختیار داشت. به‌طور کلی حدود ۱۷۰۰ کلاهک در خاک اوکراین باقی مانده بود که شامل ۱۳۰ موشک بالستیک قاره‌پیمای یوآر-۱۰۰ اِن(به انگلیسی: UR-100N) با شش کلاهک، ۴۶ موشک آر تی-۲۳ مولودت(به انگلیسی: RT-23 Molodets) با ده کلاهک، و همچنین ۳۳ بمب افکن سنگین می‌شدند. به‌طور رسمی، این سلاح‌ها توسط کشورهای مشترک المنافع کنترل می‌شدند. در سال ۱۹۹۴ اوکراین موافقت کرد که این تسلیحات را نابود کند و به معاهده منع گسترش سلاح‌های هسته‌ای (NPT) بپیوندد.

## واحدهای نظامی سابق
اوکراین به عنوان یک جمهوری در اتحاد جماهیر شوروی، دارای پایگاه نیروهای هسته‌ای زیر بود:
- ارتش ۴۳ موشکی

- - لشکر ۱۹ موشکی (راکوو، استان خملنیتسکی)
  - گارد ۳۷ موشکی (لوتسک، استان ولین)
  - گارد ۴۳ موشکی (رمنی، استان سومی)
  - گارد ۴۶ موشکی (پرومایسک، استان نیکولایف)[۷]
  - لشکر ۵۰ راکتی (بیلوکوروویچی، استان ژیتومیر)

## نگارخانه

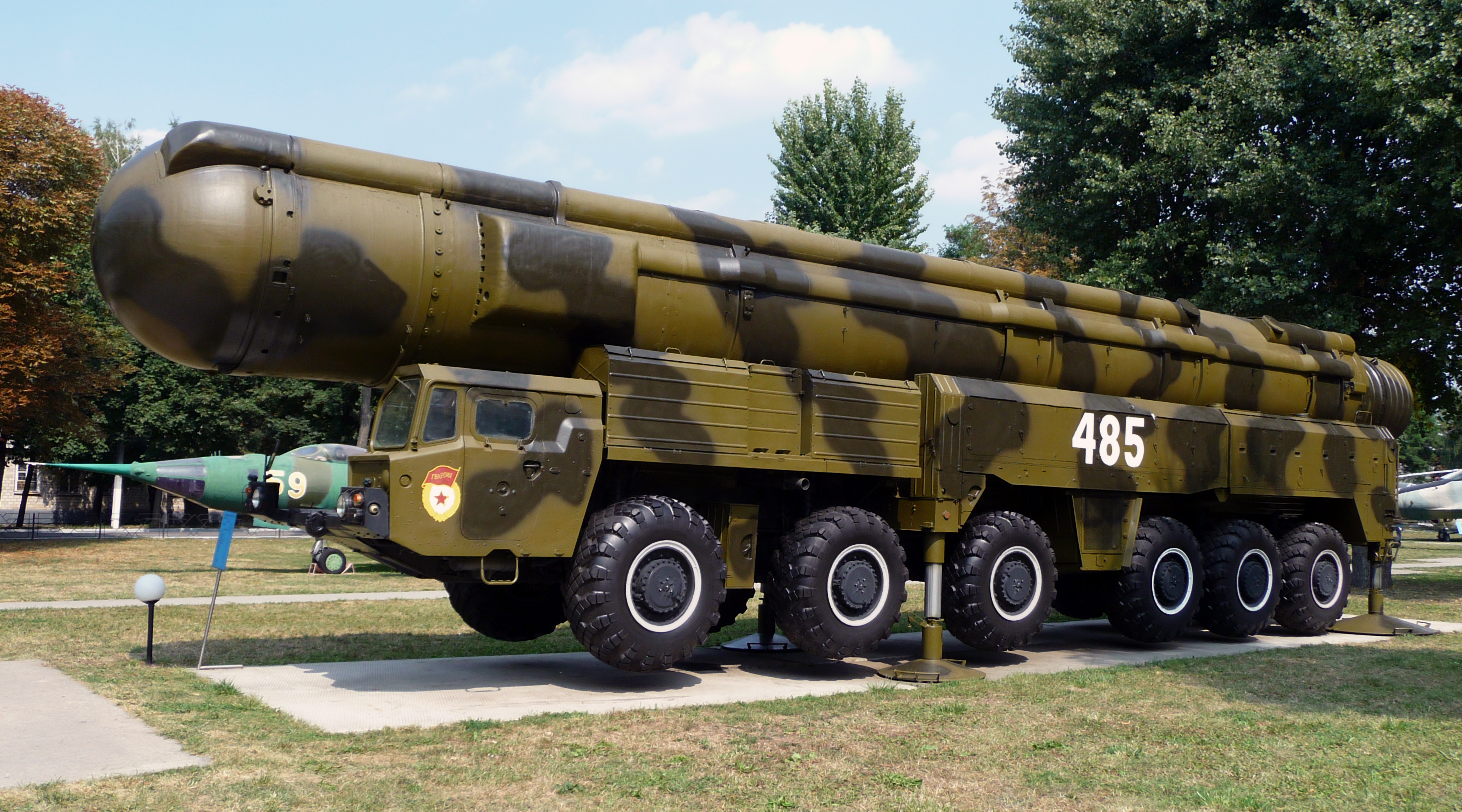
مجتمع هسته‌ای SS-20 Saber در وینیتسیا
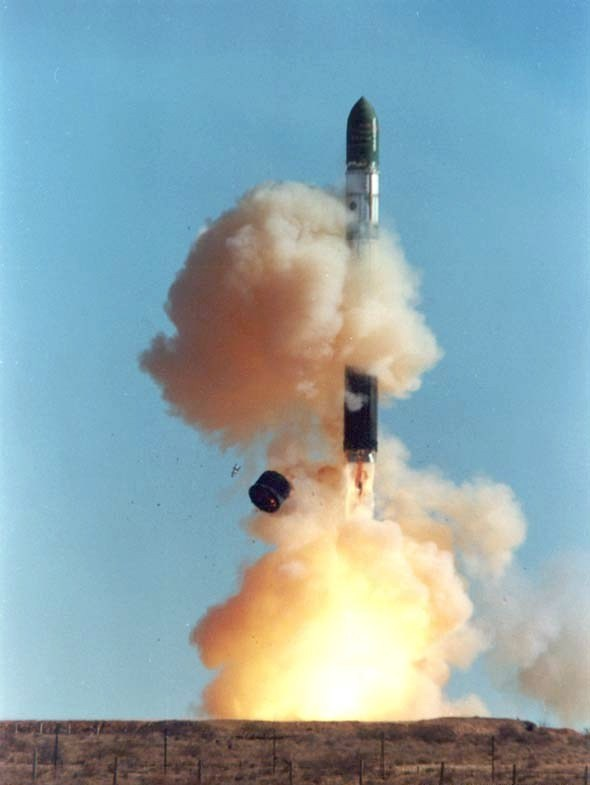
موشک هسته ای SS-18 Satan به طور کامل در یوزماش اوکراین طراحی و ساخته شده‌است.
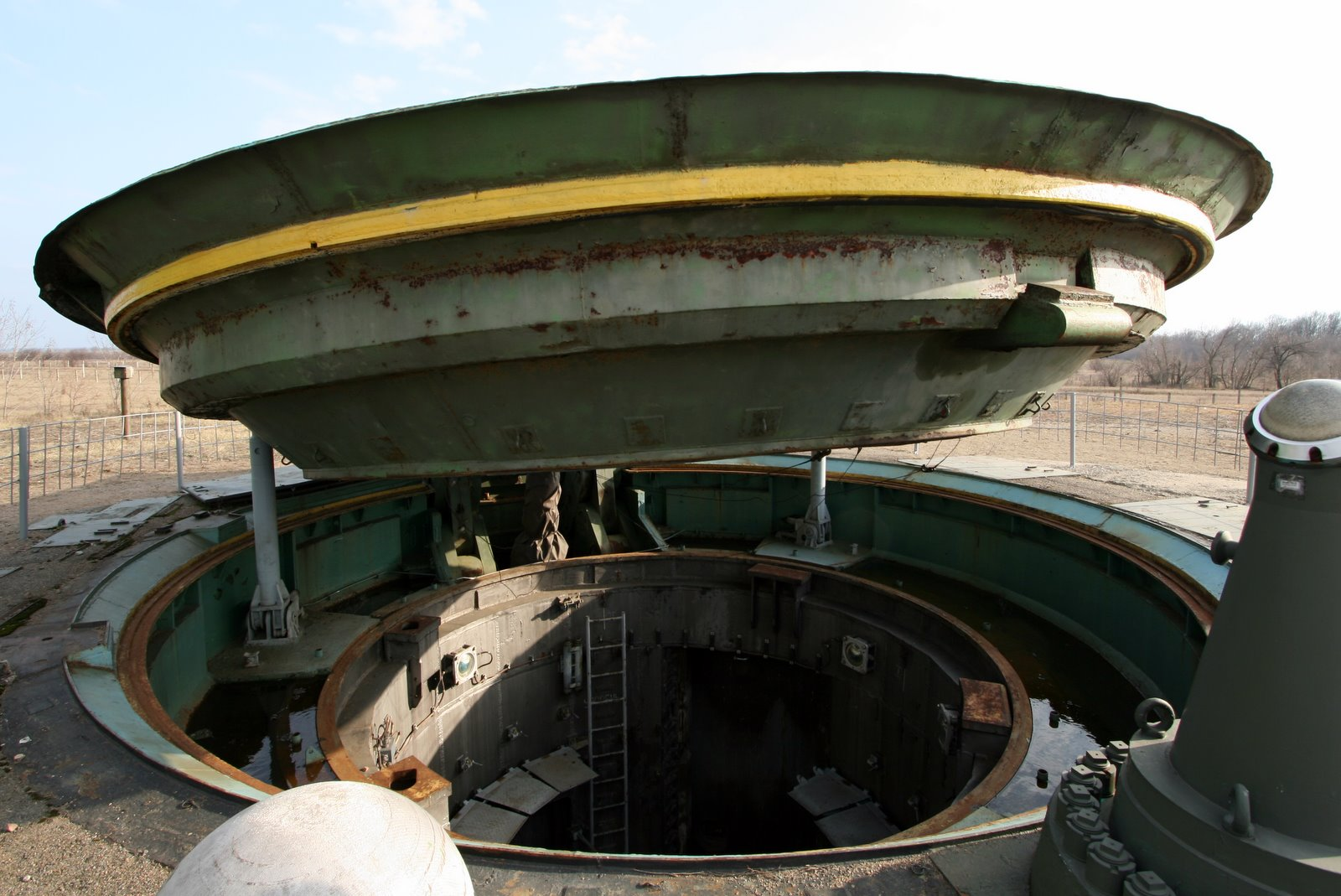
سیلوی یک موشک SS-24 در مرکز اوکراین.
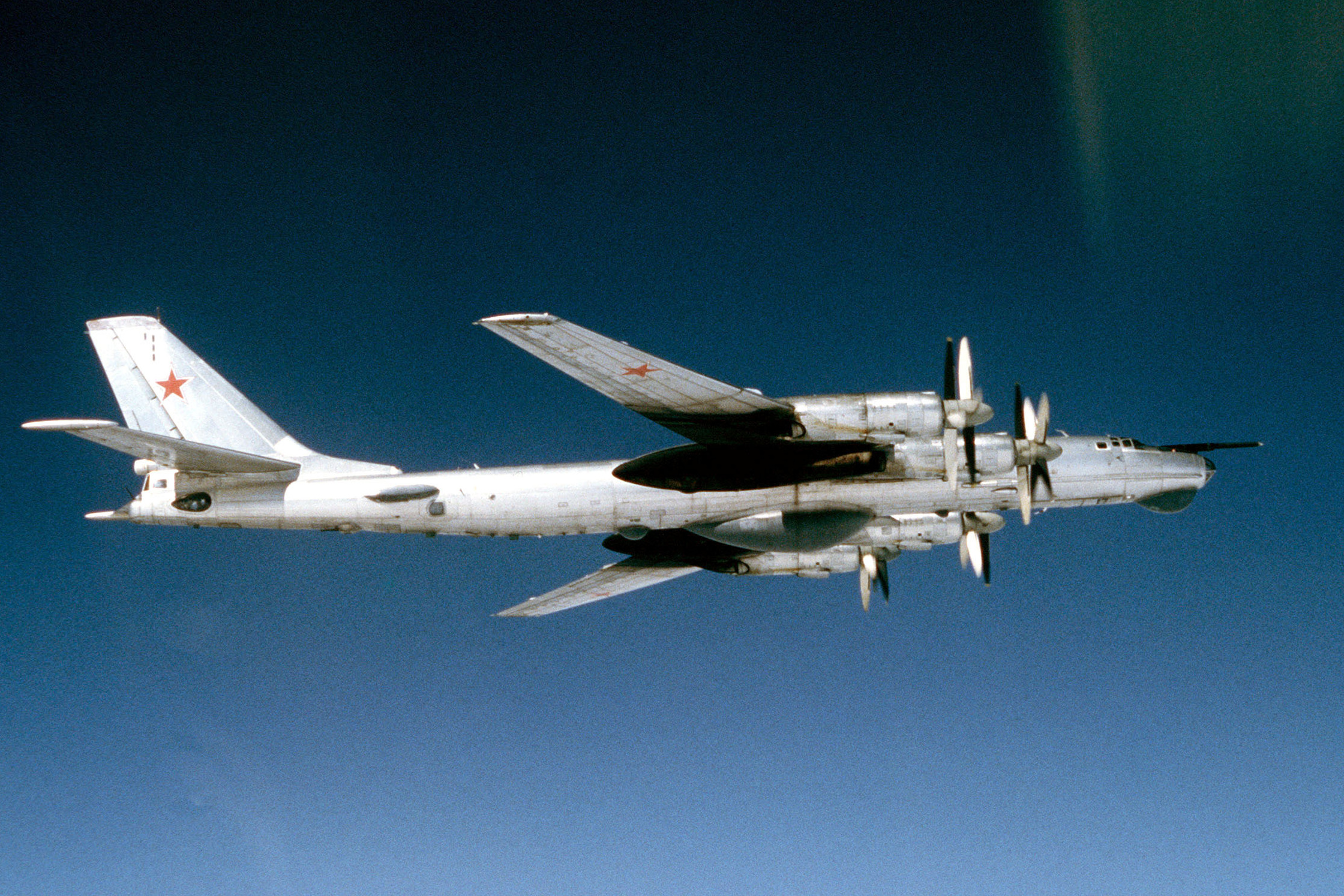
بمب‌افکن‌های استراتژیک توپولف Tu-95

## خلع سلاح هسته‌ای
جان میرشایمر، نظریه‌پرداز روابط بین‌الملل و استاد دانشگاه شیکاگو، در مقاله‌ای که سال ۱۹۹۳ منتشر کرد پیش‌بینی کرده بود که احتمالاً اوکراین، بدون هیچ گونه بازدارندهٔ هسته‌ای، مورد تجاوز روسیه قرار خواهد گرفت. اما این دیدگاه در آن زمان بسیار در اقلیت بود.
نتیجهٔ مطالعه ای که در سال ۲۰۱۶ در ژورنال World Affairs منتشر شد استدلال کرد که به نظر نویسندگان، خلع سلاح اتمی اوکراین یک «اشتباه احمقانه» نبود و مشخص نیست که اوکراین بتواند به عنوان کشوری هسته‌ای وضعیت بهتری داشته باشد. این مطالعه بیان داشت که تلاش برای استقلال اوکراین با هدف تبدیل آن به یک کشور غیرهسته‌ای بوده‌است. به گفته نویسندگان، ایالات متحده در مورد خلع سلاح هسته‌ای اوکراین را مستثنی از دیگر کشورهای حاصل فروپاشی شوروی (همانند بلاروس و قزاقستان) نمی‌دانست. همچنین ارزش بازدارندگی تسلیحات هسته‌ای در اوکراین نیز مشکوک بود زیرا اوکراین باید ۱۲ تا ۱۸ ماه برای ایجاد کنترل کامل عملیاتی بر زرادخانه هسته‌ای به جا مانده از شوروی وقت می‌گذاشت. موشک‌های کروز هواپرتاب در زمان فروپاشی اتحاد جماهیر شوروی توسط روس‌ها غیرفعال شده بودند که حتی اگر توسط اوکراینی‌ها دوباره پیکربندی شده و به‌کار می‌افتادند، بعید به نظر می‌رسید که آنها بتوانند بازدارندگی لازم را به ارمغان آورند. ضمناً اگر اوکراین تصمیم به ایجاد کنترل کامل عملیاتی بر تسلیحات هسته‌ای می‌گرفت، با تحریم‌های غرب یا حتی با لغو به رسمیت شناختن دیپلماتیک توسط ایالات متحده و دیگر متحدان ناتو و همچنین احتمالاً با اقدام تلافی جویانه روسیه روبرو می‌شد. به علاوه، از آنجایی که اوکراین برنامه تسلیحات هسته‌ای نداشت با پایان یافتن عمر مفید تسلیحات هسته‌ای با مشکل روبه‌رو می‌شد چرا که نمی‌توانست آنها را جایگزین کند. اوکراین در ازای کنار گذاشتن سلاح‌های هسته ای خود غرامت مالی و همچنین تضمین‌های امنیتی تفاهم‌نامه بوداپست دریافت کرد.

## تفاهم‌نامه بوداپست
در ۵ دسامبر ۱۹۹۴ رهبران اوکراین، روسیه، بریتانیا و ایالات متحده تفاهم‌نامه‌ای را برای ارائه تضمین‌های امنیتی به اوکراین در رابطه با الحاق این کشور به NPT به عنوان یک کشور غیرهسته‌ای امضا کردند. هر چهار طرف این تفاهم‌نامه را امضا کردند که شامل یک مقدمه و شش بند بود. این تفاهم‌نامه به شرح زیر است:
ایالات متحده آمریکا، فدراسیون روسیه، و پادشاهی متحده بریتانیای کبیر و ایرلند شمالی،
با استقبال از الحاق اوکراین به معاهده عدم اشاعه سلاح‌های هسته‌ای به عنوان کشوری که دارای سلاح هسته ای نیست،
با در نظر گرفتن تعهد اوکراین برای از بین بردن تمام تسلیحات هسته‌ای از قلمرو خود در یک بازه زمانی مشخص،
با توجه به تغییرات در وضعیت امنیتی در سطح جهان، از جمله پایان جنگ سرد، که شرایطی را برای کاهش گسترده نیروهای هسته ای ایجاد کرده‌است،
موارد زیر را تأیید می‌کنند:
1. فدراسیون روسیه، پادشاهی متحده بریتانیای کبیر و ایرلند شمالی و ایالات متحده آمریکا مطابق با اصول قانون نهایی کنفرانس امنیت و همکاری در اروپا بر تعهد خود نسبت به احترام به استقلال و حاکمیت و مرزهای اوکراین تأکید می‌کنند.
2. فدراسیون روسیه، بریتانیای کبیر و ایرلند شمالی و ایالات متحده آمریکا مجدداً بر تعهد خود مبنی بر خودداری از تهدید یا استفاده از زور علیه تمامیت ارضی یا استقلال سیاسی اوکراین تأکید می‌کنند و هیچ‌یک از سلاح‌های آنها مگر برای دفاع از خود یا مطابق با منشور سازمان ملل متحد، هرگز علیه اوکراین استفاده نشوند.

۳. فدراسیون روسیه، پادشاهی متحده بریتانیای کبیر و ایرلند شمالی و ایالات متحده آمریکا بر تعهد خود به اوکراین، مطابق با اصول قانون نهایی کنفرانس امنیت و همکاری در اروپا، برای خودداری از [ [اجبار اقتصادی]] طراحی شده است تا آن را تابع منافع خود اعمال کند و اوکراین از حقوق ذاتی حاکمیت آن و در نتیجه از هر نوع مزیتی برخوردار شود.
1. فدراسیون روسیه، پادشاهی متحده بریتانیای کبیر و ایرلند شمالی و ایالات متحده آمریکا متعهد می‌شوند در صورتی که اوکراین، به عنوان یک کشور فاقد سلاح هسته‌ای، قربانی یک اقدام تجاوزکارانه یا هدف تهدید تجاوزی شود که در آن از سلاح‌های هسته‌ای استفاده می‌شود، برای اقدام فوری شورای امنیت سازمان ملل متحد جهت کمک به اوکراین وارد عمل شوند.
2. فدراسیون روسیه، بریتانیای کبیر و ایرلند شمالی و ایالات متحده آمریکا، در مورد اوکراین، به تعهد خود مبنی بر عدم استفاده از تسلیحات هسته‌ای علیه هیچ کشور غیرهسته‌ای طرف معاهده عدم اشاعه تسلیحات هسته‌ای، مگر در مورد حمله به خود، سرزمین‌ها یا سرزمین‌های وابسته، نیروهای مسلح یا متحدانشان توسط چنین کشوری، تأکید می‌کنند.
3. اوکراین، فدراسیون روسیه، پادشاهی متحده بریتانیای کبیر و ایرلند شمالی و ایالات متحده آمریکا در صورت بروز وضعیتی که ابهامی در مورد این تعهدات ایجاد کند، مشورت خواهند کرد.— تفاهم‌نامه تضمین‌های امنیتی در ارتباط با الحاق اوکراین به معاهده منع گسترش سلاح‌های هسته‌ای، تفاهم‌نامه بوداپست